# Юхтанов, Алексей Степанович
Алексе́й Степа́нович Юхтанов (1882 — после 1917) — член IV Государственной думы от Казанской губернии, крестьянин.

## Биография
Православный, крестьянин деревни Стрелецкая Слобода Ядринского уезда.
Окончил сельскую школу. Занимался земледелием (2¼ десятины надельной и 2½ десятины приобретенной земли) и торговлей. До избранию в Думу с января 1912 года состоял волостным старшиной Слободо-Стрелецкой волости и одновременно с этим членом Слободо-Стрелецкого кредитного товарищества.
В 1912 году был избран в члены Государственной думы от Казанской губернии съездом уполномоченных от волостей. Входил во фракцию октябристов, после её раскола — в группу земцев-октябристов и Прогрессивный блок. Состоял членом земельной и по борьбе с немецким засильем комиссий. Часто пропускал думские заседания из-за болезни.
Судьба после 1917 года неизвестна. Был женат, имел троих детей.